# FIA European Truck Racing Championship 2014
Die  Saison 2014 der FIA European Truck Racing Championship umfasste neun Veranstaltungen mit je vier Rennen verteilt über ganz Europa. Sie war die 30. Truck-Racing-Europameisterschaft überhaupt, und die neunte, seit ihr 2006 von der FIA das Prädikat Championship verliehen wurde (zuvor hatte die Meisterschaft lediglich den Status eines Cups).
Der ungarische Rennfahrer Norbert Kiss gewann die Meisterschaft vor dem Hattrick-Europameister Jochen Hahn (2011, 2012, 2013), Antonio Albacete (Europameister 2005, 2006 und 2010) und Adam Lacko. Damit löste er den Europameister von 2011, 2012 und 2013 an der Spitze der Tabelle ab. 
In der Team-Wertung gewann das Team Truck Sport Lutz Bernau mit Antonio Albacete und Markus Bösiger vor dem zweitplatzierten Team Buggyra Int Racing System mit David Vršecký und Adam Lacko und dem drittplatzierten Team Reinert Adventure mit Jochen Hahn und René Reinert.

## Rennkalender und -strecken
| Nr. | Datum                    | Rennen      | Strecke     |
| --- | ------------------------ | ----------- | ----------- |
| x   | 3. – 4. Mai 2014         | Türkei      | Istanbul    |
| 1.  | 24. – 25. Mai 2014       | Italien     | Misano      |
| 2.  | 7. – 8. Juni 2014        | Spanien     | Navarra     |
| 3.  | 21. – 22. Juni 2014      | Frankreich  | Nogaro      |
| 4.  | 5. – 6. Juli 2015        | Österreich  | Spielberg   |
| 5.  | 19. – 20. Juli 2014      | Deutschland | Nürburgring |
| 6.  | 30. – 31. August 2014    | Tschechien  | Most        |
| 7.  | 20. – 21. September 2014 | Belgien     | Zolder      |
| 8.  | 4. – 5. Oktober 2014     | Spanien     | Jarama      |
| 9.  | 11. – 12. Oktober 2014   | Frankreich  | Le Mans     |

Die zunächst nur provisorisch geplante Rennveranstaltung in Istanbul (Türkei) entfiel letztlich. Damit startete die Saison mit dem Rennen in Misano, oben daher mit der Nummer 1 gekennzeichnet.
Datenquellen:  und 

## Teams, Fahrer und Punkte
An jedem Rennwochenende wurden vier Rennen gefahren. Die Wertung beim 1. und 3. Rennen erfolgte dabei nach folgendem Schema (Platz 1–10) 20, 15, 12, 10, 8, 6, 4, 3, 2, 1; bei den Rennen 2 und 4 mit umgekehrter Start-Reihenfolge wurden vom Platz 1 zum Platz 10 folgende Punkte vergeben: 10, 9, 8, 7, 6, 5, 4, 3, 2, 1.
| Nr. | Fahrer                     | Team                                             | Marke         | Punkte in der Gesamtwertung |
| --- | -------------------------- | ------------------------------------------------ | ------------- | --------------------------- |
| 1   | Norbert Kiss               | OXXO Energy Truck Race Team                      | MAN           | 401                         |
| 2   | Jochen Hahn                | Castrol Team Hahn Racing, Team Reinert Adventure | MAN           | 383                         |
| 3   | Antonio Albacete           | Equipo Cepsa, Truck Sport Lutz Bernau            | MAN           | 377                         |
| 4   | Adam Lacko                 | Buggyra Int. Racing System                       | Freightliner  | 314                         |
| 5   | David Vršecký              | Buggyra Int. Racing System                       | Freightliner  | 255                         |
| 6   | Markus Bösiger             | Truck Sport Lutz Bernau                          | MAN           | 235                         |
| 7   | René Reinert               | René Reinert, Team Reinert Adventure             | MAN           | 137                         |
| 8   | Anthony Janiec             |                                                  | MAN           | 70                          |
| 9   | Frankie Vojtíšek           | Frankie Truck Racing Team                        | MAN           | 61                          |
| 10  | Steffi Halm                | Lion Truck Racing                                | MAN           | 49                          |
| 10  | Benedek Major              | OXXO Energy Truck Race Team                      | MAN           | 49                          |
| 12  | Gerd Körber                | Team Schwabentruck                               | Iveco         | 38                          |
| 13  | José Rodrigues             | VTR-SM/Europart Racing                           | Renault       | 21                          |
| 14  | José Fernandes Teodosio    | VTR-SM/Europart Racing                           | Renault       | 20                          |
| 15  | Javier Mariezcurrena       | Lion Truck Racing                                | MAN           | 10                          |
| 16  | Ellen Lohr                 | Team truckdrive – JRT                            | MAN           | 9                           |
| 17  | Jean-Pierre Blaise         | Lion Truck Racing                                | MAN           | 8                           |
| 17  | Jérémy Robineau            | Robineau Competition                             | MAN           | 8                           |
| 19  | Markus Altenstrasser       | Team Schwabentruck                               | Iveco         | 3                           |
| 20  | Arthur Ardavichus          | Lion Truck Racing                                | MAN           | 0                           |
| 20  | Pedro Ignacio García Marco | Pedro Ignacio García Marco                       | Iveco         | 0                           |
| 20  | Erwin Kleinnagelvoort      | EK-truckrace                                     | Scania        | 0                           |
| 20  | André Kursim               | tankpool24 Racing                                | Mercedes-Benz | 0                           |
| 20  | Heinz-Werner Lenz          | S.L. Truck Racing Team                           | Mercedes-Benz | 0                           |
| 20  | David Marco Bermejo        | David Marco Bermejo                              | MAN           | 0                           |
| 20  | Dominique Orsini           | Team Orsini                                      | Mercedes-Benz | 0                           |
| 20  | Florian Orsini             | Team Orsini                                      | Mercedes-Benz | 0                           |
| 20  | Eduardo Rodrigues          | Reboconorte LDA                                  | MAN           | 0                           |
| 20  | José Sousa                 | Team 14                                          | Renault       | 0                           |
| 20  | Cees Zandbergen            | Zandbergen                                       | Scania        | 0                           |

Datenquellen:  und 

## Team-Wertung
| Rang | Team                        | Fahrer                                                | Trucks        | Punkte |
| ---- | --------------------------- | ----------------------------------------------------- | ------------- | ------ |
| 1    | Truck Sport Lutz Bernau     | Antonio Albacete, Markus Bösiger                      | MAN           | 621    |
| 2    | Buggyra Int Racing System   | Adam Lacko, David Vršecký                             | Freightliner  | 576    |
| 3    | Team Reinert Adventure      | Jochen Hahn, René Reinert                             | MAN           | 533    |
| 4    | OXXO Energy Truck Race Team | Norbert Kiss, Benedek Major                           | MAN           | 459    |
| 5    | truckdrive - JRT            | Anthony Janiec, Ellen Lohr                            | MAN           | 94     |
| 6    | Lion Truck Racing           | Steffi Halm, Javier Mariezcurrena, Jean-Pierre Blaise | MAN           | 89     |
| 7    | VTR-SM/Europart Racing      | José Rodrigues, José Fernandes Teodosio               | Renault       | 70     |
| 8    | Tankpool 24 Racing          | André Kursim, Dominique Orsini, Florian Orsini        | Mercedes-Benz | 5      |

Datenquelle für die Tabelle: 